# The Dirt – Confissões do Mötley Crüe
"The Dirt – Confissões do Mötley Crüe" (en: The Dirt) é um filme estadunidense do diretor Jeff Tremaine produzido pela Netflix e lançado no dia 22 de março de 2019. O filme possui gênero biográfico e conta o surgimento da banda americana de glam rock e  heavy metal, Mötley Crüe.

## Enredo
Por muitos fãs e especialistas de Glam Rock, o Mötley Crue é considerada uma das bandas mais importantes do gênero e que deu uma nova roupagem ao estilo que antes não era bem-visto pelos fãs de outras bandas de rock.  O filme passa pela formação da banda, criação do movimento local do ritmo até o estrelato da banda e problemas com bebidas alcoólicas e drogas. 

## Elenco
Compõem o elenco do filme: 
| Ator                      | Personagem                     |
| ------------------------- | ------------------------------ |
| Douglas Booth             | Nikki Sixx                     |
| Iwan Rheon                | Mick Mars                      |
| Colson Baker              | Tommy Lee                      |
| Daniel Webber             | Vince Neil                     |
| Pete Davidson             | Tom Zutaut                     |
| David Costabile           | Doc McGhee                     |
| Leven Rambin              | Sharise Neil                   |
| Kathryn Morris            | Deana Richards                 |
| Rebekah Graf              | Heather Locklear               |
| Tony Cavalero             | Ozzy Osbourne                  |
| Max Milner                | Razzle                         |
| Katherine Neff            | Lovey                          |
| Jordan Lane Price         | Roxie                          |
| Christian Gehring         | David Lee Roth                 |
| Anthony Vincent Valbiro   | John Corabi                    |
| Kamryn Ragsdale           | Skylar Neil                    |
| Iris D'Aquin/Lyra D'Aquin | Skylar, com dois anos de idade |
| Melanie Hebert            | VJ da MTV                      |
| Courtney Dietz            | Athena Lee                     |
| Joe Chrest                | David Lee                      |
| Elena Evangelo            | Voula                          |
| Michael Hodson            | Randy Feranna                  |

## Adaptação
Em 2006, os direitos de adaptação cinematográfica do livro de autobiografia The Dirt: Confessions of the World's Most Notorious Rock Band de Neil Strauss, com Tommy Lee, Mick Mars, Vince Neil e Nikki Sixx, foram comprados pela Paramount Pictures e MTV Films. Na época, Larry Charles foi escolhido para dirigir o filme. 
Em novembro de 2013, Jeff Tremaine assinou contrato para dirigir The Dirt, com o filme sendo lançado pela MTV Films e pela Paramount Pictures. Em janeiro de 2015, a Focus Features adquiriu os direitos do filme.  No entanto, a produção permaneceu parada no seu desenvolvimento até março de 2017, quando a Netflix comprou os direitos mundiais do filme. Na época, Liam Hemsworth, Emory Cohen e Douglas Booth estavam de olho nos papéis principais do filme.
A produção foi iniciada em fevereiro de 2018 em Nova Orleães, no estado de Louisiana. 

## Acidente
O tralhador da produção Louis DiVincenti, abriu um processo contra Netflix e ao Mötley Crue ao ter sofrido um acidente. DiVincenti afirma que estava montando tubos de metal para uma tela verde quando alguém a conectou na energia quando foi eletrocutado no ato. Louis DiVincenti veio a perder o pé no incidente e sofreu queimaduras de segundo e terceiro grau em mais de 50% do corpo, o que o fez pedir US$1.8 milhões em um processo para cobrir suas despesas médicas. 

## Recepção da crítica
No Rotten Tomatoes, o filme possui uma classificação de aprovação de 39% com base em 69 avaliações, com uma classificação média de 4,65/10. O consenso crítico do site diz: "The Dirt celebra a deboche grosseira que os fãs de Mötley Crüe desfrutam - mas o faz com a desanimadora falta de substância que os críticos do grupo há muito tempo criticam". 
Para David Fear, da revista Rolling Stone, anota sobre o filme: "esse é o folclore do rock como folclore, um desfile interminável de êxtase e vazio recriados depois da festa que rouba The Dirt da emoção que ele devia buscar".
Mara Reinstein, da revista Billboard, acrescentou que: "Vince Neil pode ter chorado por me levar ao coração em "Home Sweet Home", mas depois de assistir a essa adaptação juvenil mal-humorada e ridícula da crônica de mesmo nome de sua banda, estou pronto para correr na outra direção". 
Julia Sabbaga, do site brasileiro Omelete, disse que: "assim como a enorme maioria dos filmes deste gênero, The Dirt omite e edita grandes partes da carreira do Mötley Crüe, mas ganha pontos imediatamente quando reserva um momento para justificar isso". 

## Trilha sonora
"The Dirt Soundtrack" foi lançado pela Mötley Records e Eleven Seven Records em 22 de março de 2019, em CD, LP e plataformas digitais.